# Chiniquodon
Chiniquodon é um gênero de cinodonte carnívoro "proto-mamífero", que viveu durante o Triássico médio na América do Sul. Estes animais tinham o tamanho de um cachorro. O gênero parece estar mais estreitamente relacionado com um contemporâneo gênero Probelesodon. Em vários aspectos, tem a anatomia de um mamífero, embora não possa ser visto como um antecessor direto.
Outros contemporâneos incluím dinossauros antigos. Como ambos os grupos preencheram mesmo um nicho ecológico, isto pode explicar o desaparecimento dos Chiniquodon.

## Chiniquodon brasilensis[1]

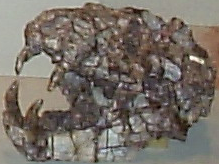
Fossil de Chiniquodon, UFRGS.

- Local: No Sítio Paleontológico Chiniquá, perto de São Pedro do Sul, Formação Santa Maria
- País: Brasil
- Idade: Triássico Médio Ladiniano

Observações: Do tamanho de um cão grande, com um crânio de cerca de 10 cm de comprimento.

## Chiniquodon sanjuanensis
- Local: Ischigualasto
- País: Argentina
- Idade: Triássico Médio Ladiniano

Este crânio foi reatribuído a este gênero, (em 2002?). É diferenciada do Chiniquodon theotonicus por causa de seus dentes, bem como a forma do osso zigomático.

## Chiniquodon theotonicusHuene 1936
- Local: Formação Chanares
- País: Brasil e Argentina
- Idade: Triássico Médio Ladiniano

Esta espécie é conhecida a partir de uma série de crânios. Coleção paleontológica em Tübingen Universidate da Alemanha.

## Chiniquodon kalanoro
- Local: Formação Makay
- País: Madagascar
- Idade: (Triássico) Ladiniano - Carniano

Esta espécie é conhecida a partir de uma mandíbula ( holótipo UA 10.607).